# William S. Haas
William S. Haas, auch: Willy Haas, Wilhelm Haas (* 13. Februar 1883 in Nürnberg; † 3. Januar 1956 in New York) war ein deutsch-amerikanischer Philosoph, Psychologe und Soziologe.
Haas studiert in Berlin, München und Wien Philosophie, Psychologie und Soziologie. Er promovierte 1910 an der Universität München. Der Titel seiner Dissertation lautete Über Echtheit und Unechtheit von Gefühlen. 1919 habilitierte er sich an der Universität zu Köln.
Haas war von 1920 bis 1923 Privatdozent für Sozialwissenschaften an der Universität zu Köln und lehrte dann bis zu seiner als Jude erzwungenen Emigration 1933, ab 1927 als außerordentlicher Professor, an der Technischen Hochschule Berlin Philosophie, Psychologie und Soziologie. Daneben war er Studienleiter an der Deutschen Hochschule für Politik in Berlin. Nach 1934 lehrte er an der Universität Teheran.
Von 1940 bis zu seinem Tode lebte William S. Haas in den Vereinigten Staaten. Er lehrte bis 1942 an der University of Colorado (Denver) und von 1950 bis 1953 am Near and Middle East Institute an der Columbia University in New York.

## Schriften (Auswahl)
- Die psychische Dingwelt. F. Cohen, Bonn 1921.
- Kraft und Erscheinung. Grundriss einer Dynamik des Psychischen. F. Cohen, Bonn 1922.
- What is European civilization? And what is its future? Oxford University Press, London 1929
- Iran. Columbia University Press, New York 1946 (weitere Auflagen 1956 und 1966).
- The March of Philosophy of History and Its Crucial Problem Today. In: The Philosophical Review. LVIII, März 1949.
- The Destiny of the Mind. East and West. 1956.
- Östliches und westliches Denken. Rowohlt, Reinbek bei Hamburg 1967 (Rowohlts deutsche Enzyklopädie, 246/247).